# ОШ „Никола Тесла” Прибојска Бања
ОШ „Никола Тесла” Прибојска Бања, насељеном месту на територији општине Прибој, почела је са радом 1853. године, као најстарија школа у прибојском крају.

## Историјат
Школа је почела са радом у конаку манастира Светог Николе у Бањи. До почетка 20. века је радила са прекидима, зависно од историјских дешавања и њиховог утицаја на Бању. Након спаљивања манастира и конака 1875. године, школа није радила до 1898. године, када је захваљујући необичним околностима, поново почела са радом. Након 1898. године, школа је радила са повременим прекидима, у обновљеном манастирском конаку. Нова школа је изграђена у манастирском поседу 1909. године и од тада се више није одржавала настава у манастирском конаку. Од 1912. године, када су почели Балкански ратови, па до 1918. године, када је завршен Први светски рат, школа није радила.
Након Првог светског рата, школа је радила у континуитету, школа била четворогодишња. Због тога што је зграда школе саграђена на манастирском имању, долазило је до сталних потешкоћа у раду, па је 1934. године саграђена нова школска зграда на брду изнад Бање. То је иста зграда која постоји и данас, осим што је 1969. године дограђен један део. У току рада за време Другог светског рата школа је радила са прекидима до 1943. године, када је обустављен рад школе све до 1946. године, а настава је почела у адаптираној школској згради.
Од школске 1950/1951. године када је отворено одељење петог разреда, па до 1953. године, када је школа постала осмогодишња настава се одвијала са малим потешкоћама. Школа је у периоду 1967. до 1969. године дограђена а пре тога је изграђена и зграда са учитељским становима. 

## Школа данас
Данас је школа опремљена најмодернијим наставним средствима и обезбеђени су одлични услови за рад, како ученика, тако и запослених. Уведено је централно грејање у школу, замењени су прозори, дограђен је део са тоалетима за ученике, обезбеђена је мултимедијална учионица са најсавременијим средствима за рад, изграђена летња учионица, позоришна бина са озвучењем и још много других погодности за квалитетан рад установе. У школи раде два издвојена одељења у Калафатима и Мажићима. Захваљујући пројектима и донацијама и та одељења су добро опремљена и поседују савремена средства за рад.